# پونتیاک گراند ویل

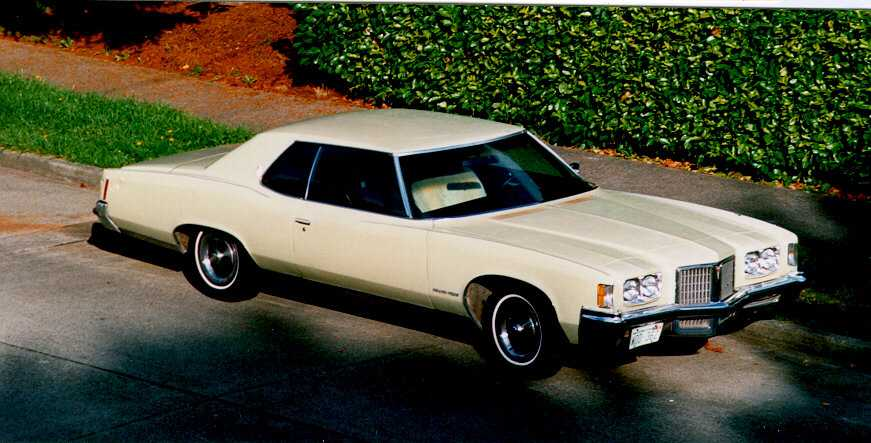

پونتیاک گراند ویل (Pontiac Grand Ville) خودرویی است که در سال‌های ۱۹۷۱ تا ۱۹۷۵تولید شده‌است.
این خودرو در کلاس خودرو سایز بزرگ قرار گرفته، طراحی آن خودروهای موتور جلو-محور عقب بوده‌است.

## نگارخانه

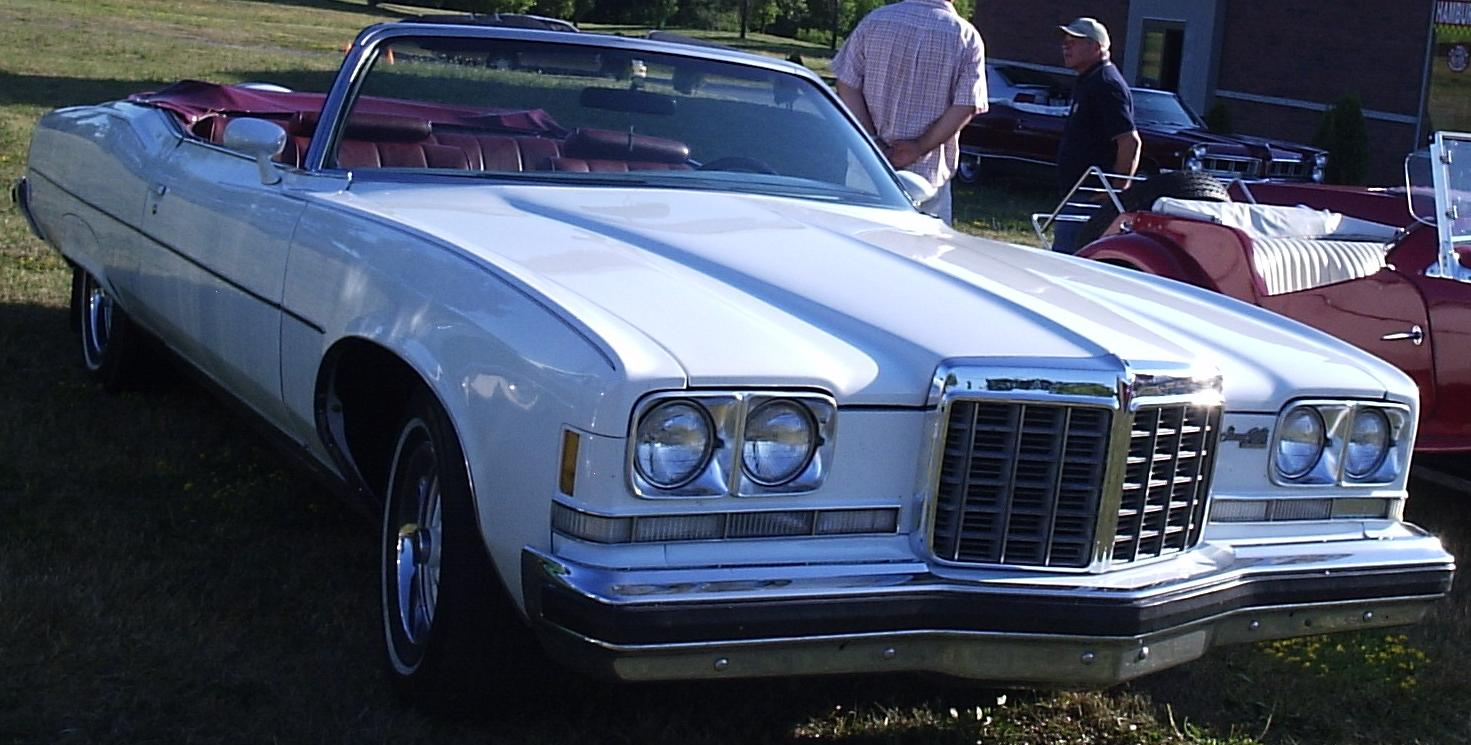
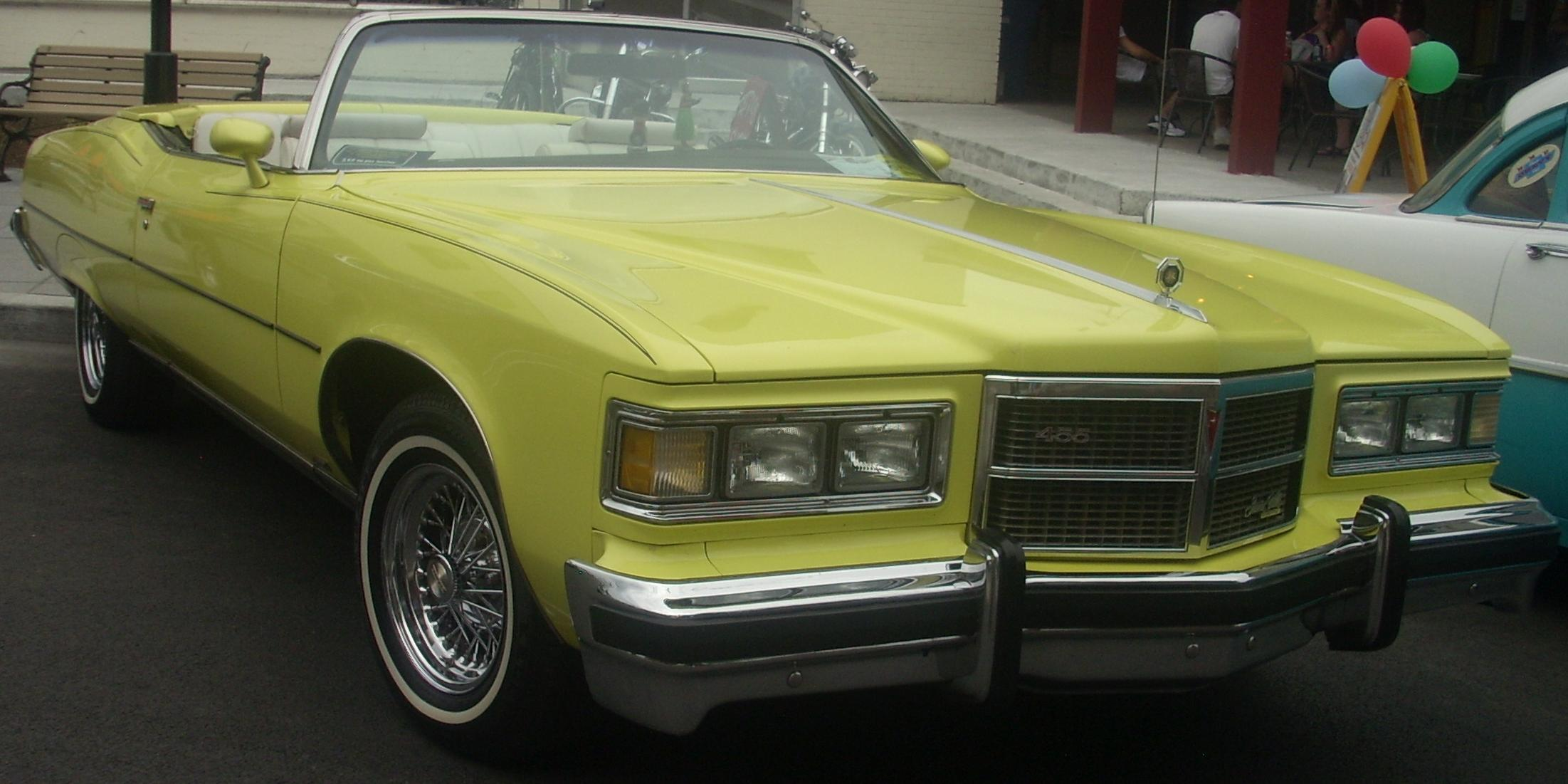